# 東谷英人
東谷 英人（あずまや えいと、1982年12月24日 - ）は日本の俳優。DULL-COLORED POP所属。

## 人物
宮城県仙台市出身。谷賢一主宰のDULL-COLORED POP所属。1982年12月24日金曜日生まれ。血液型はO型。身長181cm、体重70kg。好きなものは芝居、漫画、沖縄。好きな音楽はYMO、吉田拓郎（特に「流星」）、井上陽水、ブランキー・ジェット・シティ、フジファブリック、FISHMANS、エレファントカシマシ、奥田民生、ドビュッシー。好きな漫画は「喧嘩稼業」好きな映画は「竜二」「リリィ・シュシュのすべて」「レザボア・ドッグス」など。好きな作家は熊谷達也。きれい好き。
12歳で野球をはじめ、中学、高校時代は野球漫画を読むか、野球をするかの生活をしていた。
ひとりでランニングするときはいつもエレファントカシマシの「今宵の月のように」を熱唱していた。自転車に乗ってるときは「Baby自転車」を絶唱。なにもすることがない夜には「何も無き一夜」を枕に顔を当てながら絶叫。
中学、高校と野球漬けの生活であったので、進学校ではあったが、図書館や学習室で勉強する同級生を横目に「俺、どうしよう」と考える。
そんな中、学校をサボって行った映画館で「はつ恋」(田中麗奈主演)を観て感動し、自分のやりたいことは俳優や表現活動にあるんじゃないだろうかと感じ始め、さらに「自立して家を出たい」思いから浪人して進学、上京することを決意。浪人時代は単館映画館が近くにあるCAP予備校にいきつつ、その映画館に通い日々を過ごす。予備校よりもむしろその映画館に通い詰めた日々、その体験を本人は人生で始めて芝居に触れた経験と言っている。
早稲田大学文学部日本文学専修卒業。卒論テーマは「日本語におけるエレファントカシマシの汚らしさの力」。入学して1年目はどのサークルにも所属できなかったが、2年次に当時早稲田を主戦場として活動していたナンセンスコメディー集団、カカフカカ企画「ボギベエ!って3回も言われた」をたまたま観て、その会場の熱気と生のライブでどっかんどっかん笑いが起きてる事象に感銘を受け、その後の手伝い募集に名乗り出たらば直後の公演で出演が決定。初舞台のタイトルは「ハヤオの働く城」、役名はアサノ(当時、表情も隠れるほどのロングヘアーだったのが浅野忠信の雰囲気と似ていたため)、ピッコロ、バイキンマンなどにもなる。
その後、カカフカカ企画には6年ほど所属、パイプカットされた囚人たちのリーダー役、ある局部だけが異常に大きなサイボーグ役、デスノートをなぜか使える犬役、ベジータ、などを演じ早稲田界隈で人気を博し、看板俳優として本公演、企画公演、ライブ活動など団体の中心人物として八面六臂の活躍を見せる。
そんな中、ふと自分のやってることがいったいどこに向かっているのか疑問に感じ、いったい俺はどうなりたいのかと自問自答を繰り返した末、カカフカカ企画を退団し、フリーの俳優として活動していくことを決意。オーディションやワークショップなどを手当たり次第に受けつつ、舞台に立ち続ける中で、2010年、ProjectBUNGAKU(太宰治作品を演劇にして4団体が競うショーケース公演)に出演が決定。その作品がDULL-COLORED POPの「人間失格」であり、それが谷賢一と出会って最初の仕事となる。それまで劇団としては活動休止状態だったDULL-COLORED POPが2011年の活動再開するタイミングで劇団員となる。ちなみに劇団員として初の公の仕事は谷賢一劇場結婚式でのプログラム、結婚式演劇における谷賢一役だった。
活動再開公演「Caesiumberry Jam」以降、2016年の活動再休止公演「演劇」まで全本公演に出演。劇団というと、裏方などの雑務も劇団員の仕事というのは常識であるが、本人は裏方仕事が一切できないため、団体内では「ほらいくぞ!」「さあやるぞ!」と声を掛ける役割を担っている。外部活動も多岐に渡り、近年ではカクシンハン、燐光群、LondonPANDA、流山児★事務所などに出演。カカフカカ企画時代の仲間とともにPodcastでラジオ番組「ゲスバカ天国」を毎週火曜日配信中。
2017年1月30日時点で自分がWikipediaに載っていないことを知らなかった。載っていると思っていたかは不明である。目つきの悪いその目は、出目すぎるため「いつかこぼれ落ちるわよ」と高円寺の母（占い師）に豪語されたことがある。ファミリーマートの特典で当選しモーニング娘の握手会に行き加護亜依と握手したことがある。
2017年3月23日 - 26日「女王と呼ばれた女」（鳥居みゆき主演）に出演。

## 主な出演作品

### 舞台出演
- 2018年10月　温泉ドラゴン『The Dark City』(ブレヒトの芝居小屋)
- 2018年8月　非戦を選ぶ演劇人の会『それを認めちゃ「9条」じゃなくなる』(全労済ホール スペース・ゼロ)
- 2018年7月　DULL-COLORED POP『1961年：夜に昇る太陽』(いわきアリオス/こまばアゴラ劇場)
- 2018年6月　LondonPANDA『青葉繁れる』(ギャラリーYOUTO)
- 2018年4月　ヒンドゥー五千回『空観』(座・高円寺2)
- 2018年3月　日韓現代戯曲ドラマリーディング『ぼんくらと凡愚』(シアタートラム)
- 2018年1月　□字ック『滅びの国』(本多劇場)
- 2017年12月　燐光群『くじらと見た夢』(座・高円寺1/ 伊丹AI・HALL / 岡山県市民文化ホール / 愛知県芸術劇場)
- 2017年10月　T factory『エフェメラル・エレメンツ』(吉祥寺シアター)
- 2017年8月　カクシンハン『タイタス・アンドロニカス』(吉祥寺シアター)
- 2017年7月　燐光群『湾岸線浜浦駅高架下AM4:00(土、日除ク)』(下北沢ザ・スズナリ)
- 2017年3月　『女王と呼ばれた女』(新宿村LIVE)
- 2017年3月　LondonPANDA『生きてるくせに』(劇「小」劇場)
- 2017年1月　カクシンハン『マクベス』（東京芸術劇場シアターウエスト）
- 2016年12月　LondonPANDA『犬は鎖に繋ぐべからず』（SENDAI KOFFEE）
- 2016年11月　燐光群 『天使も嘘をつく』（座・高円寺1 / 岡山県市民文化ホール / 熱田文化小劇場 / 津市芸濃総合文化センター / 伊丹AI・HALL）
- 2016年10月　北村想名作戯曲リーディング『虎☆ハリマオ』（Space早稲田）
- 2016年10月　劇作家協会月イチリーディング『包囲網』（座・高円寺けいこ場3）
- 2016年9月  流山児★事務所『OKINAWA1972』（Space早稲田）
- 2016年8月　非戦を選ぶ演劇人の会『すべての国が戦争を放棄する日』（全労済ホール スペース・ゼロ）
- 2016年7月　時間堂『ゾーヤ・ペーリツのアパート』（東京芸術劇場シアターウエスト）
- 2016年6月　DULL-COLORED POP『演劇』（王子小劇場 / 新潟古町えんとつシアター）[5]
- 2016年2月　池亀さん、他。『リフラブレイン』（王子小劇場）
- 2015年12月　燐光群『お召し列車』（座・高円寺1 / 伊丹AI・HALL / 岡山県市民文化ホール / 愛知県芸術劇場）
- 2015年10月　20歳の国『文化祭大作戦』（すみだパークスタジオ倉）
- 2015年9月　DULL-COLORED POP『くろねこちゃんとベージュねこちゃん』（再演）（王子スタジオ1 / in→dependent theatre 2nd / 天神山文化プラザ / 蔭涼寺）
- 2015年8月　DULL-COLORED POP『全肯定少女ゆめあ』（王子小劇場）
- 2015年7月　非戦を選ぶ演劇人の会『明日、戦場に行く』（全労済ホール スペース・ゼロ）
- 2015年5月　燐光群『屋根裏』（梅ヶ丘BOX / 岡山県天神山文化プラザ / シアターねこ / ウイングフィールド / 七ツ寺共同スタジオ / 新潟古町えんとつシアター / 欧州ツアー(ソフィア・ブカレスト・シビウ)）
- 2015年3月　月間GGO創刊号『神と呼ばれたかった男』（新宿ネイキッド・ロフト）
- 2015年2月　DULL-COLORED POP『夏目漱石とねこ』（座・高円寺1）
- 2014年12月　燐光群『8分間』（座・高円寺1 / 伊丹AI・HALL / 岡山県市民文化ホール / 愛知県芸術劇場）
- 2014年7月　DULL-COLORED POP『音楽劇・河童』（吉祥寺シアター）
- 2014年5月　燐光群『ブーツ・オン・ジ・アンダーグラウンド』（梅ヶ丘BOX）
- 2013年12月 - 2014年3月　DULL-COLORED POP『アクアリウム』（シアター風姿花伝 / ぽんプラザホール / in→dependent theatre 2nd / せんだい演劇工房10-BOX box-2 / 天神山文化プラザ）
- 2013年5月　DULL-COLORED POP『プルーフ/証明』（シアター風姿花伝）
- 2013年3月　燐光群 『カウラの班長会議』（下北沢ザ・スズナリ）
- 2012年11月　DULL-COLORED POP『完全版・人間失格』（青山円形劇場）
- 2012年9月　MCR『貧乏が顔に出る。』（サンモールスタジオ）[6]
- 2012年8月　ドリルチョコレート『ドリルチョコレートのテーマ2012:リミックス』（下北沢駅前劇場）
- 2012年5月　LondonPANDA『厨』（王子小劇場）[7]
- 2012年4月　DULL-COLORED POP『くろねこちゃんとベージュねこちゃん』（アトリエ春風舎 / 新潟りゅーとぴあ主劇場 / せんだい演劇工房10BOX box-4 / アトリエ劇研 / in→dependent theatre 1st / 広島レイノホール）
- 2011年12月　DULL-COLORED POP「日本の問題」参加作品 『ボレロ、あるいは明るい未来のためのエチュード』（中野ザ・ポケット）
- 2011年10月　風琴工房『Archives of Leviathan』（下北沢ザ・スズナリ）
- 2011年8月　DULL-COLORED POP『Caesiumberry Jam』（池袋シアターグリーン BOX in BOX THEATER）
- 2011年5月　劇団チョコレートケーキ『十二人の怒れる男』（渋谷ギャラリールデコ）
- 2011年2月　国分寺大人倶楽部『ホテルロンドン』（王子小劇場）
- 2011年1月　バナナ学園純情乙女組『バナキス』（王子小劇場）
- 2010年12月　国道五十八号戦線『国道五十八号戦線異状アリ』（サンモールスタジオ）
- 2010年11月　コロブチカ『コロブチカやります。』（タイニイアリス）
- 2010年10月　ProjectBUNGAKU太宰治『人間失格』（ワーサルシアター）
- 2010年9月　コマツ企画『よわいもんいじめ』（三鷹市芸術文化センター星のホール）
- 2010年6月　ポかリン記憶舎『humming4』（ギャラリー藍染）
- 2010年3月　MCR『フジヤマタイガーブリーカー』（下北沢駅前劇場）
- 2010年2月　劇団競泳水着『そして彼女はいなくなった』（サンモールスタジオ）
- 2009年12月　ポかリン記憶舎『垂る-shizuru-』（アトリエヘリコプター）
- 2009年9月　劇26.25団『正しい晩餐』（下北沢駅前劇場）
- 2009年5月　北京蝶々『愛のルーシー』（下北沢OFFOFFシアター）
- 2009年2月　コマツ企画『汝、隣人に声をかけよ』（王子小劇場）
- 2008年12月　カカフカカ企画『週刊少年カカフカカ』（シアターモリエール）

### 映像
- 『超・都市伝説』（販売：リバプール）
- 『狂犬』（ヤマシタマサ監督、販売：アルバトロス） ※2016ゆうばり国際ファンタスティック映画祭招聘作品
- NHK　Eテレ　『ムジカ・ピッコリーノ』Season6

### ラジオ
- ゲスバカ天国